# The Towers
The Towers ist ein Wohngebäude in der schottischen Kleinstadt Kirkcaldy in der Council Area Fife. 1971 wurde das Bauwerk als Einzeldenkmal in die schottischen Denkmallisten in der höchsten Denkmalkategorie A aufgenommen.

## Beschreibung
The Towers wurde im Jahre 1589 erbaut. Im Laufe des 18. Jahrhunderts wurde das Gebäude überarbeitet und die Umfriedungsmauer hinzugefügt. Im Jahre 1965 wurde es restauriert.
Das dreistöckige Wohngebäude steht an der East Quality Street im Zentrum der ehemals eigenständigen Gemeinde Dysart, die mittlerweile zu Kirkcaldy gehört. Das dreistöckige Gebäude weist einen L-förmigen Grundriss auf. Sein Mauerwerk ist mit Harl verputzt. Straßenseitig tritt rechts der Treppenturm mit kleinen Fenstern hervor. Sein oberstes Stockwerk kragt aus. Am Fuße befindet sich das bekrönte Hauptportal mit Kämpferfenster. Oberhalb des darüberliegenden kleinteiligen Sprossenfensters weist eine Platte das Baujahr sowie die Monogramme „CL“ und „KL“ aus. An der Rückseite geht links ein weiterer schmaler Treppenturm ab. Ein Anbau links ist neueren Datums. Die abschließenden Satteldächer sind mit grauem Schiefer eingedeckt. Seine Giebel sind als schlichte Staffelgiebel gestaltet.